# NASCAR Grand National Series 1953
De NASCAR Grand National Series 1953 was het vijfde seizoen van het belangrijkste NASCAR kampioenschap dat in de Verenigde Staten gehouden wordt. Het seizoen startte op 1 februari op de Palm Beach Speedway in West Palm Beach en eindigde op 1 november op de Lakewood Speedway in Atlanta. Herb Thomas won het kampioenschap voor de tweede en laatste keer in zijn carrière.

## Races
Top drie resultaten.
| '  | Datum  | Race              | Circuit                         | Winnaar         | Tweede          | Derde             |
| 1  | 1-feb  | Race 1            | Palm Beach Speedway             | Lee Petty       | Jimmie Lewallen | Tim Flock         |
| 2  | 15-feb | Race 2            | Daytona Beach & Road Course     | Bill Blair      | Fonty Flock     | Tommy Thompson    |
| 3  | 8-mrt  | Race 3            | Harnett Speedway                | Herb Thomas     | Dick Rathmann   | Lee Petty         |
| 4  | 29-mrt | Wilkes County 200 | North Wilkesboro Speedway       | Herb Thomas     | Dick Rathmann   | Fonty Flock       |
| 5  | 5-apr  | Race 5            | Charlotte Speedway              | Dick Passwater  | Gober Sosebee   | Herschel Buchanan |
| 6  | 19-apr | Richmond 200      | Richmond International Raceway  | Lee Petty       | Dick Rathmann   | Buck Baker        |
| 7  | 26-apr | Race 7            | Central City Speedway           | Dick Rathmann   | Herb Thomas     | Jimmie Lewallen   |
| 8  | 3-mei  | Race 8            | Langhorne Speedway              | Buck Baker      | Lee Petty       | Fonty Flock       |
| 9  | 9-mei  | Race 9            | Columbia Speedway               | Buck Baker      | Tim Flock       | Jimmie Lewallen   |
| 10 | 16-mei | Race 10           | Hickory Motor Speedway          | Tim Flock       | Joe Eubanks     | Ray Duhigg        |
| 11 | 17-mei | Race 11           | Martinsville Speedway           | Lee Petty       | Herb Thomas     | Dick Rathmann     |
| 12 | 24-mei | Race 12           | Powell Motor Speedway           | Herb Thomas     | Dick Rathmann   | Buck Baker        |
| 13 | 30-mei | Raleigh 300       | Raleigh Speedway                | Fonty Flock     | Speedy Thompson | Tim Flock         |
| 14 | 7-jun  | Race 14           | Louisiana Fairgrounds           | Lee Petty       | Dick Rathmann   | Herb Thomas       |
| 15 | 14-jun | Race 15           | Five Flags Speedway             | Herb Thomas     | Dick Rathmann   | Lee Petty         |
| 16 | 21-jun | International 200 | Langhorne Speedway              | Dick Rathmann   | Lee Petty       | Jim Paschal       |
| 17 | 26-jun | Race 17           | Tri-City Speedway               | Herb Thomas     | Dick Rathmann   | Joe Eubanks       |
| 18 | 28-jun | Race 18           | Wilson Speedway                 | Fonty Flock     | Dick Rathmann   | Herb Thomas       |
| 19 | 3-jul  | Race 19           | Monroe County Fairgrounds       | Herb Thomas     | Dick Rathmann   | Lee Petty         |
| 20 | 4-jul  | Race 20           | Piedmont Interstate Fairgrounds | Lee Petty       | Buck Baker      | Herb Thomas       |
| 21 | 10-jul | Race 21           | Morristown Speedway             | Dick Rathmann   | Herb Thomas     | Lee Petty         |
| 22 | 12-jul | Race 22           | Lakewood Speedway               | Herb Thomas     | Dick Rathmann   | Lee Petty         |
| 23 | 22-jul | Race 23           | Rapid Valley Speedway           | Herb Thomas     | Dick Rathmann   | Fonty Flock       |
| 24 | 26-jul | Race 24           | Lincoln City Fairgrounds        | Dick Rathmann   | Herb Thomas     | Lee Petty         |
| 25 | 2-aug  | Race 25           | Davenport Speedway              | Herb Thomas     | Buck Baker      | Lee Petty         |
| 26 | 9-aug  | Race 26           | Occoneechee Speedway            | Curtis Turner   | Herb Thomas     | Lee Petty         |
| 27 | 16-aug | Race 27           | Asheville-Weaverville Speedway  | Fonty Flock     | Herb Thomas     | Bill Blair        |
| 28 | 23-aug | Race 28           | Princess Anne Speedway          | Herb Thomas     | Fonty Flock     | Lee Petty         |
| 29 | 29-aug | Race 29           | Hickory Motor Speedway          | Fonty Flock     | Herb Thomas     | Joe Eubanks       |
| 30 | 7-sep  | Southern 500      | Darlington Raceway              | Buck Baker      | Fonty Flock     | Curtis Turner     |
| 31 | 13-sep | Race 31           | Central City Speedway           | Speedy Thompson | Lee Petty       | Gober Sosebee     |
| 32 | 20-sep | Race 32           | Langhorne Speedway              | Dick Rathmann   | Herb Thomas     | Speedy Thompson   |
| 33 | 3-okt  | Race 33           | Bloomsburg Fairgrounds          | Herb Thomas     | Dick Rathmann   | Buck Baker        |
| 34 | 4-okt  | Race 34           | Wilson Speedway                 | Herb Thomas     | Speedy Thompson | Fonty Flock       |
| 35 | 11-okt | Wilkes 200        | North Wilkesboro Speedway       | Speedy Thompson | Fonty Flock     | Ray Duhigg        |
| 36 | 13-okt | Race 36           | Martinsville Speedway           | Jim Paschal     | Lee Petty       | Bill Blair        |
| 37 | 1-nov  | Race 37           | Lakewood Speedway               | Buck Baker      | Fonty Flock     | Lee Petty         |

## Eindstand - Top 10
| 1  | Herb Thomas     | 8460 |
| 2  | Lee Petty       | 7814 |
| 3  | Dick Rathmann   | 7362 |
| 4  | Buck Baker      | 6713 |
| 5  | Fonty Flock     | 6174 |
| 6  | Tim Flock       | 5011 |
| 7  | Jim Paschal     | 4211 |
| 8  | Joe Eubanks     | 3603 |
| 9  | Jimmie Lewallen | 3508 |
| 10 | Curtis Turner   | 3373 |